# Gonodrepanoides travassosi
Gonodrepanoides travassosi är en mångfotingart som beskrevs av Christoph D. Schubart 1945. Gonodrepanoides travassosi ingår i släktet Gonodrepanoides och familjen orangeridubbelfotingar. Inga underarter finns listade i Catalogue of Life.